# Goodhue County
Das Goodhue County ist ein County im US-amerikanischen Bundesstaat Minnesota. Im Jahr 2020 hatte das County 47.582 Einwohner und eine Bevölkerungsdichte von 24,3 Einwohnern pro Quadratkilometer. Der Verwaltungssitz (County Seat) ist Red Wing, das nach einem Dakota-Häuptling benannt wurde.

## Geografie
Das County liegt im Südosten von Minnesota am rechten Ufer des Mississippi, der die Grenze zu Wisconsin bildet. Es hat eine Fläche von 2021 Quadratkilometern, wovon 57 Quadratkilometer Wasserfläche sind. An das Goodhue County grenzen folgende Nachbarcountys:
| Dakota County |              | Pierce County (Wisconsin), Pepin County (Wisconsin) |
| Rice County   |              | Wabasha County                                      |
| Steele County | Dodge County | Olmsted County                                      |

## Geschichte
Das Goodhue County wurde am 3. März 1853 aus Teilen des Dakota County und des Wabasha County gebildet. Benannt wurde es nach James Madison Goodhue, dem Herausgeber einer Zeitung.
64 Bauwerke und Stätten des Countys sind im National Register of Historic Places eingetragen (Stand 28. Januar 2018).

## Demografische Daten

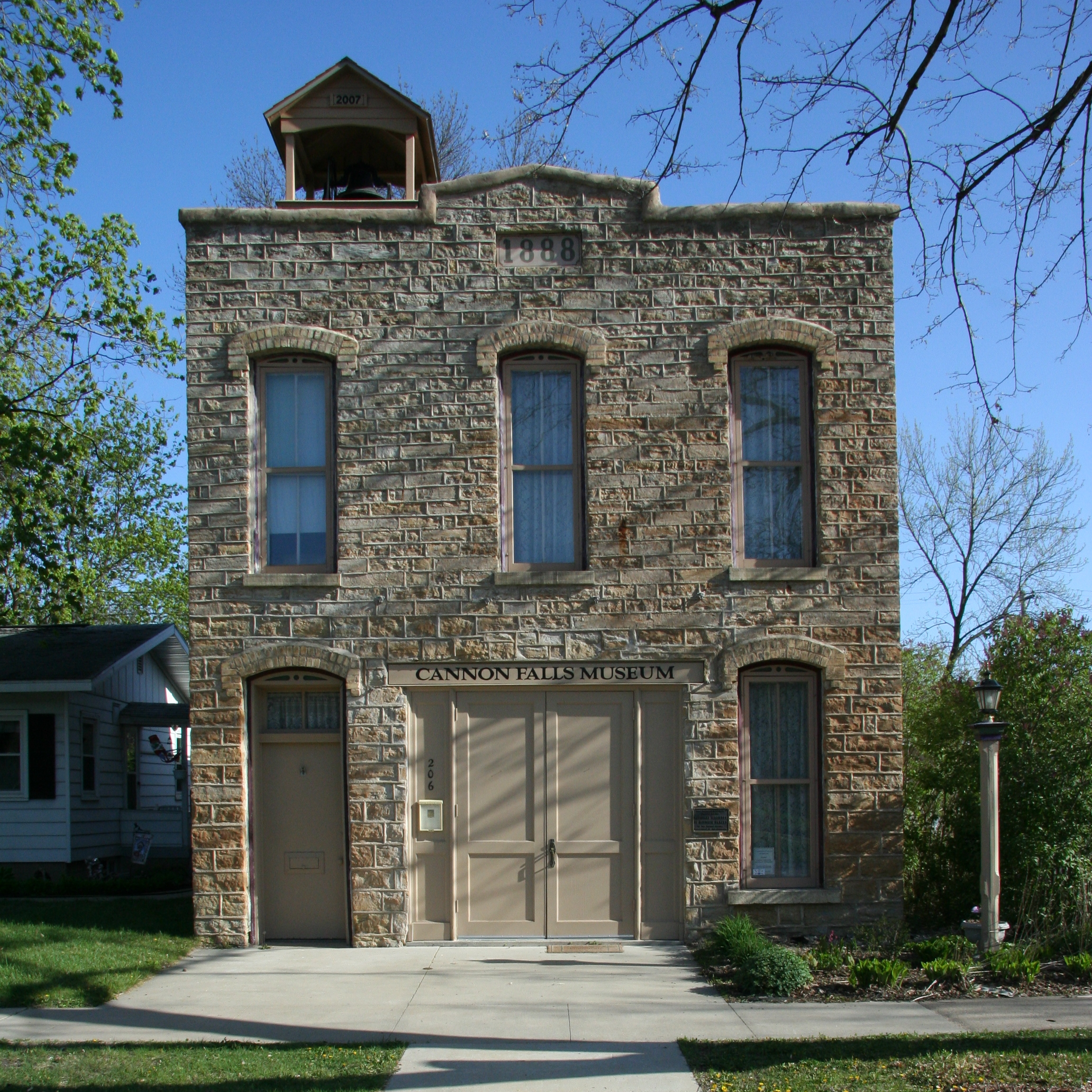
Das Cannon Falls Museum, gelistet im NRHP

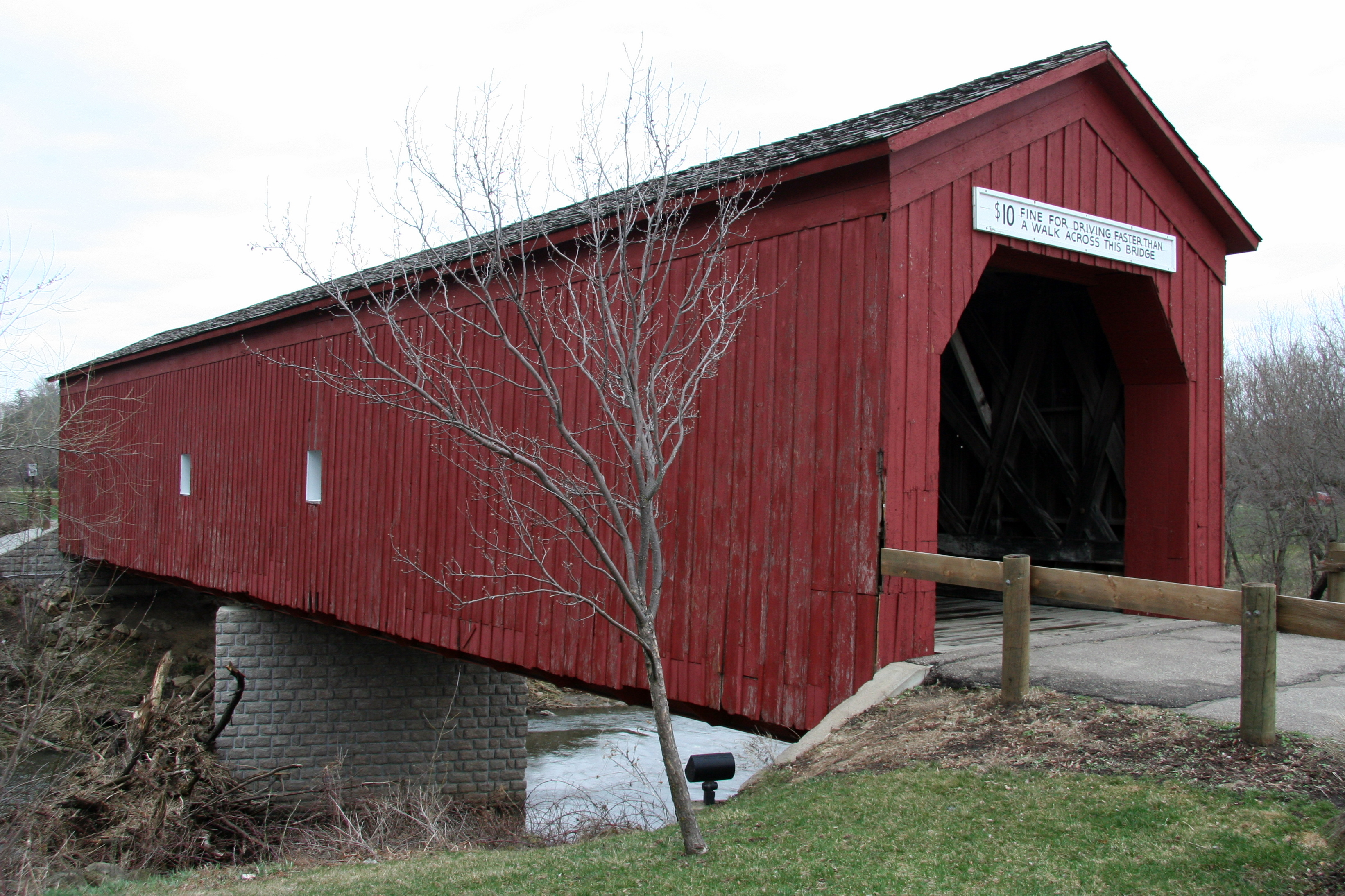
Zumbrota Covered Bridge, gelistet im NRHP

Nach der Volkszählung im Jahr 2010 lebten im Goodhue County 46.183 Menschen in 18.686 Haushalten. Die Bevölkerungsdichte betrug 23,5 Einwohner pro Quadratkilometer. In den 18.686 Haushalten lebten statistisch je 2,41 Personen.
Ethnisch betrachtet setzte sich die Bevölkerung zusammen aus 95,5 Prozent Weißen, 1,1 Prozent Afroamerikanern, 1,3 Prozent amerikanischen Ureinwohnern, 0,6 Prozent Asiaten, 0,1 Prozent Polynesiern sowie aus anderen ethnischen Gruppen; 1,4 Prozent stammten von zwei oder mehr Ethnien ab. Unabhängig von der ethnischen Zugehörigkeit waren 3,1 Prozent der Bevölkerung spanischer oder lateinamerikanischer Abstammung.
23,3 Prozent der Bevölkerung waren unter 18 Jahre alt, 59,8 Prozent waren zwischen 18 und 64 und 16,9 Prozent waren 65 Jahre oder älter. 50,3 Prozent der Bevölkerung war weiblich.

Das jährliche Durchschnittseinkommen eines Haushalts lag bei 56.099 USD. Das Pro-Kopf-Einkommen betrug 27.996 USD. 8,2 Prozent der Einwohner lebten unterhalb der Armutsgrenze.

## Ortschaften im Goodhue County
Citys
| - Bellechester1 - Cannon Falls - Dennison2 - Goodhue | - Kenyon - Lake City1 - Pine Island3 - Red Wing | - Wanamingo - Zumbrota |

Census-designated place (CDP)
- Frontenac

Andere Unincorporated Communities
| - Bellchester - Bombay - Hader | - Stanton - Wastedo - White Rock |

Indianerreservation
- Prairie Island Indian Community

1 – teilweise im Wabasha County

2 – teilweise im Rice County

3 – teilweise im Olmsted County

## Gliederung
Das Goodhue County ist neben den zehn Citys in 21 Townships eingeteilt:
| Township              | Einwohner (2010) | FIPS     |
| --------------------- | ---------------- | -------- |
| Belle Creek Township  | 501              | 27-04816 |
| Belvidere Township    | 462              | 27-05032 |
| Cannon Falls Township | 1070             | 27-09748 |
| Cherry Grove Township | 397              | 27-11188 |
| Featherstone Township | 782              | 27-20780 |
| Florence Township     | 1581             | 27-21392 |
| Goodhue Township      | 525              | 27-24416 |

| Township             | Einwohner (2010) | FIPS     |
| -------------------- | ---------------- | -------- |
| Hay Creek Township   | 882              | 27-27818 |
| Holden Township      | 454              | 27-29546 |
| Kenyon Township      | 393              | 27-32858 |
| Leon Township        | 885              | 27-36476 |
| Minneola Township    | 629              | 27-43072 |
| Pine Island Township | 551              | 27-51154 |
| Roscoe Township      | 732              | 27-55492 |

| Township           | Einwohner (2010) | FIPS     |
| ------------------ | ---------------- | -------- |
| Stanton Township   | 1130             | 27-62428 |
| Vasa Township      | 910              | 27-66640 |
| Wacouta Township   | 386              | 27-67486 |
| Wanamingo Township | 456              | 27-67990 |
| Warsaw Township    | 607              | 27-68242 |
| Welch Township     | 754              | 27-69052 |
| Zumbrota Township  | 586              | 27-72346 |